# Problema de satisfacibilidad booleana
En teoría de la complejidad computacional, el Problema de satisfacibilidad booleana (también llamado SAT) fue el primer problema identificado como perteneciente a la clase de complejidad NP-completo.

## Historia
Su NP-completitud fue demostrada por Stephen Cook en 1971 (el Teorema de Cook). Hasta entonces el concepto de problema NP-completo no había sido definido. El SAT sigue siendo NP-completo incluso si todas las fórmulas están en forma normal conjuntiva (FNC) con 3 variables por cláusula (3SAT-FNC) creando el problema (3SAT), o aun en el caso de que solo se permita un único valor verdadero en cada cláusula (3SAT en 1).
En 1960 Martin Davis y Hilary Putnam desarrollaron un algoritmo para comprobar la satisfacibilidad de las fórmulas de la lógica proposicional en FNC; es decir, en un conjunto de cláusulas unidas por conjunciones. El algoritmo usa una forma de resolución en la cual las variables son elegidas iterativamente y eliminadas mediante la resolución de cada cláusula donde la variable aparezca afirmada con una cláusula en la que la variable esté negada. En 1962 se desarrolló el algoritmo DPLL por Davis-Putnam-Logemann-Lovelandes, un algoritmo completo basado en la vuelta atrás (backtracking) que sirve para decidir la satisfacibilidad de las fórmulas de lógica proposicional en una forma normal conjuntiva; es decir, para resolver el problema FNC-SAT, al igual que hacía el algoritmo anterior de Davis y Putnam.

## Planteamiento
El problema SAT es el problema de saber si, dada una expresión booleana con variables y sin cuantificadores, hay alguna asignación de valores para sus variables que hace que la expresión sea verdadera. Un ejemplo de SAT sería el saber si existen valores para {\displaystyle x_{1},\,x_{2},\,x_{3},\,x_{4}} tales que la expresión:
{\displaystyle (x_{1}\lor \neg x_{3})\land (\neg x_{2}\lor x_{3}\lor \neg x_{4})}
sea cierta.
Por el contrario, el problema de si la expresión en cuestión adquiere valor falso para todas las combinaciones de sus variables, se denomina UNSAT.

## Complejidad
El problema sigue perteneciendo a la clase de complejidad NP-completo aunque se restrinja el número de literales por cláusula a un máximo de 3. En este caso se conoce como 3 SAT. Cuando el número máximo de literales por cláusula es dos, el problema tiene complejidad polinómica y se conoce como problema 2 SAT.
El Teorema de Cook demuestra que el problema de la satisfactibilidad booleana es NP-completo, y de hecho, este fue el primer problema de decisión que se demostró pertenecer a esta clase de problemas. Sin embargo, más allá de este teorema, desde la última década se han desarrollado algoritmos eficientes y resistentes al cambio de tamaño del problema para SAT, y ha habido contribuciones con poderosos avances en nuestra capacidad para resolver  automáticamente el problema de satisfactibilidad.

### 3-Satisfactibilidad
La 3-satisfactibilidad es un caso especial de -satisfactibilidad (-SAT), o simplemente satisfactibilidad (SAT), en la que cada cláusula contiene exactamente 3 literales. Fue uno de los 21 problemas NP-completos de Karp.
Partiendo de SAT (el caso general) se reduce a 3-SAT y SAT 3 -en 1 y se puede demostrar que son NP-completos, entonces podemos usarlos para demostrar también otros problemas NP-completos. Esto se hace mostrando cómo una solución a otro problema podría ser utilizado para resolver 3-SAT. Un ejemplo de este tipo de reducción es el problema del Clique. Por lo general, es más fácil utilizar reducción de 3-SAT que cuando se está tratando de probar que algún otro problema es NP-completo.
El SAT 3-puede ser más limitado a la 3SAT Uno-en-tres, cuando lo que pedimos sea que solo una de las variables aparezca como verdadera en cada cláusula, en vez de por lo menos una. 3SAT Uno-en-tres sigue siendo NP-completo.

## Extensiones de SAT
Una extensión significativa a la popularidad que ganó desde 2003 es el problema de las teorías de satisfactibilidad módulo, que permite enriquecer las fórmulas en la FNC con lineales, vectores, la restricción de que todas las variables sean distintas, y no interpretar funciones, etc. Estas extensiones son típicamente NP-completas, pero resultan bastante eficaces para la resolución que son capaces de hacer frente a muchos tipos de restricciones de género.
El problema parece ser más difícil satisfactibilidad (PSPACE-completo) si permitimos que los cuantificadores "para todos" y "existencial", que enlace las variables booleanas. 
Si se utiliza solo cuantificadores Este sigue siendo el problema SAT Si permitimos que solo los cuantificadores Se convierte en el problema de la tautología: Co-NP-completo. Si dejamos que ellos, el problema se llama el problema de la fórmula booleana cuantificados (QBF), que puede se ha demostrado PSPACE completa. Se cree ampliamente que los problemas son PSPACE completa-es son más difíciles que cualquier problema en NP, aunque esto aún no ha sido demostrada. .
El problema de la máxima satisfactibilidad, una generalización de SAT, para pedir el número máximo de cláusulas que pueden ser satisfechas por ninguna asignación. Este problema tiene aproximación de con algoritmos eficientes, sino que es NP-difícil de resolver con precisión. Peor aún, el problema es APX-completo, lo que significa que no hay ningún sistema de aproximación polinomial de tiempo a este problema a menos que P = NP.

## Algoritmos
Hay diversas clases de algoritmos de alto rendimiento para la solución de los casos de SAT en la práctica: las variantes modernas del Algoritmo DPLL, como el algoritmo de paja y los algoritmos estocásticos de búsqueda local, como WalkSAT.
Una resolución del tipo SAT Algoritmo DPLL emplea un procedimiento sistemático de rastreo para buscar a explorar el espacio (del tamaño exponencial) los valores de las variables que se ajusten. El procedimiento básico de este sistema de búsqueda fue innovador en dos artículos a principios de los años 60 y es, hoy en día, normalmente se conoce como el algoritmo de Davis-Putnam-Loveland-Logemann Algoritmo DPLL. 
El solucionador SAT moderno (desarrollado en los últimos diez años), mejora el algoritmo de base para encontrar el tipo de Algoritmo DPLL. eficiente con el análisis de conflictos, la cláusula de aprendizaje, no cronológico de rastreo (alias backjumping) y la propagación de la unidad " vieron dos literales "(Dos vistos literales), brazo ajustable, y reinicios aleatorios. Es empíricamente que tales "añadidos" a la búsqueda sistemática de base son esenciales para resolver el problema de casos SAT extensos que se plantean en la automatización de diseño electrónico. Los solucionadores modernos SAT también están causando un impacto significativo en los ámbitos de la verificación de software, la resolución de las limitaciones en la inteligencia artificial, y la investigación operativa, entre otros. Algunos solucionadores potente disponibles entan en el dominio público, y son muy fáciles de usar. En particular, el MINISAT, que ganó la competencia de la SAT de 2005, solo alrededor de 600 líneas de código.
Algoritmos Genéticos y otros métodos estocásticos de búsqueda local para el uso general también se utilizan para resolver problemas SAT, especialmente cuando no hay o solo un conocimiento limitado de la estructura específica de los casos del problema a ser resuelto. Ciertos tipos de grandes instancias aleatorias satisfactibles de SAT se puede resolver por la propagación de la vio literales. En particular en el diseño y verificación de hardware, la lógica satisfactibilidad y otras propiedades de una fórmula proposicional a veces se decidió sobre la base de una representación de la fórmula como un diagrama de decisión binario (BDD).
La satisfactibilidad proposicional tiene varias generalizaciones, incluyendo satisfactibilidad al problema de la fórmula booleana cuantificados para la lógica clásica de primer y segundo orden (LCPO y LCSO, respectivamente), a los problemas de la satisfacción de las limitaciones para la programación de enteros 0 -- 1, y el problema de la satisfactibilidad máximo.
Muchos otros problemas de la decisión, como los problemas de coloración de grafos, problemas de planificación y programación de problemas, puede ser codificado en SAT